# Gustav Bodirsky

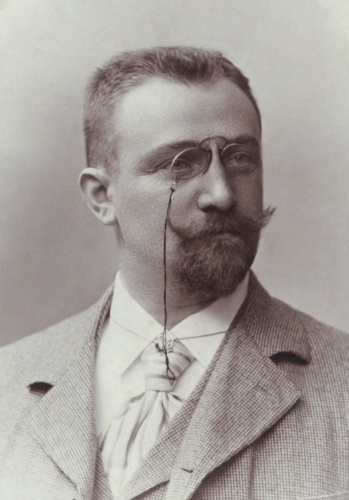
Gustav Bodirsky (vor 1922)

Gustav Bodirsky (* 1. April 1864 in Stachenwald (Stachovice), Mähren; † 18. September 1934 in Fulnek, Mähren) war ein mährisch-österreichischer Politiker (Deutschradikale Partei), Rechtsanwalt und Herausgeber. Er war von 1912 bis 1918 Abgeordneter des Österreichischen Abgeordnetenhauses und 1918/19 Mitglied der Provisorischen Nationalversammlung.

## Leben
Bodirsky besuchte das Gymnasium in Wallachisch Meseritsch sowie Brünn und studierte im Anschluss Rechtswissenschaft an der Universität Innsbruck sowie ab 1885 an der Universität Wien. Er war zunächst als Advokaturskonzipient tätig und arbeitete ab 1899 als Advokat in Wien. Zudem war er ab 1898 als Redakteur bei der Zeitschrift des Verbandes der Vereine Deutscher Studenten Der Kyffhäuser aktiv. Ab 1900 fungierte er bei dieser Zeitschrift zudem als Herausgeber. 
Bodirsky engagierte sich für die Deutschradikale Partei und kandidierte 1912 bei der Reichsratsnachwahl im Wahlbezirk Mähren 9 als deutschfreiheitlicher Kandidat, wobei er sich in der Stichwahl gegen den Sozialdemokraten Wilhelm Rießner durchsetzen konnte. Er war dadurch in der XII. Legislaturperiode zwischen dem 22. Oktober und dem 12. November 1918 Abgeordneter zum Abgeordnetenhaus und als Abgeordneter eines deutschsprachigen Wahlkreises zudem vom 21. Oktober 1918 bis zum 16. Februar 1919 Mitglied der Provisorischen Nationalversammlung. Er gehörte bis zum 11. Oktober 1917 dem Klub der Deutschradikalen Vereinigung an und wechselt nach seinem dortigen Austritt im Jänner 1918 in den neu gegründeten Klub der deutschnationalen Parteien. Zudem war er im November 1917 Obmann-Stellvertreter des Sudetendeutschen Verbandes.
1920 übersiedelte er nach Stachenwald und arbeitete als Advokat in Fulnek. Zudem war er nach 1918 Obmann des Aufsichtsrats des Nordmährerbunds.